# Баландюк, Николай Степанович
Николай Степанович Баландюк (укр. Микола Степанович Баландюк; 8 января 1947 года, с. Лепляво, Гельмязовский район Полтавской области, Украинская ССР, СССР — 26 мая 2020 год) — украинский государственный деятель, депутат Верховной рады Украины I созыва (1990—1994).

## Биография
Родился 8 января 1947 года в селе Лепляво Гельмязовского района Полтавской области (ныне Каневский район Черкасской области).
С 1964 года учился в Днепродзержинском индустриальном техникуме. В 1976 году окончил Днепродзержинский индустриальный институт по специальности «инженер-электромеханик». В 1966 году начал работать слесарем на Приднепровском химическом заводе. С 1967 года проходил службу в советской армии, после возвращения продолжил работать на ПХЗ. С 1970 по 1973 год был слесарем, с 1973 по 1978 год — мастером, затем старшим мастером, с 1978 по 1984 год — заместителем секретаря парткома, с 1984 по 1990 год — начальником цеха ПХЗ. Являлся членом КПСС.
В 1990 году в ходе первых альтернативных парламентских выборов в Украинской ССР был выдвинут кандидатом в народные депутаты трудовым коллективом ПХЗ. 18 марта 1990 года был избран депутатом Верховной рады Украины I созыва во втором туре выборов, получив 59,80 % голосов среди семи кандидатов. Был избран от Баглийского избирательного округа № 84 Днепропетровской области. Являлся членом комитета Верховной рады по иностранным делам. Депутатские полномочия истекли 10 мая 1994 года.
Был кандидатом в народные депутаты на парламентских выборах 1994 года в Верховную раду Украины II созыва, в первом туре выборов занял восьмое из девяти мест, набрав 2,91 % голосов. Также выдвигался на парламентских выборах 2002 года в Верховную раду Украины IV созыва от Блока Юлии Тимошенко, на парламентских выборах 2006 года в Верховную раду Украины V созыва выдвигался от блока «Наша Украина», на парламентских выборах 2007 года в Верховную раду Украины VI созыва выдвигался от блока «Наша Украина — Народная самооборона», избран не был.
Умер 26 мая 2020 года.
Награждён орденом «За заслуги» III степени (указ Президента Украины от 23 августа 2011 года).
Был женат, есть сын.